# Стритсборо (Охајо)
Стритсборо (енгл. Streetsboro) град је у америчкој савезној држави Охајо.

## Демографија
По попису из 2010. године број становника је 16.028, што је 3.717 (30,2%) становника више него 2000. године.
| Група             | 2000.          | 2010.          |
| Белци             | 11.674 (94,8%) | 13.875 (86,6%) |
| Афроамериканци    | 241 (2,0%)     | 1.268 (7,9%)   |
| Азијати           | 169 (1,4%)     | 350 (2,2%)     |
| Хиспаноамериканци | 96 (0,8%)      | 269 (1,7%)     |
| Укупно            | 12.311         | 16.028         |